# Episodi di Una bionda per papà (seconda stagione)
La seconda stagione della serie televisiva Una bionda per papà, composta da 24 episodi, è andata in onda negli Stati Uniti sul canale ABC dal 18 settembre 1992 al 7 maggio 1993.
| n° | Titolo originale               | Titolo italiano                   | Prima TV USA      | Prima TV Italia |
| -- | ------------------------------ | --------------------------------- | ----------------- | --------------- |
| 1  | S.A.T. Blues                   | Il test                           | 18 settembre 1992 |                 |
| 2  | To B or Not to Be              | A come Amleto                     | 25 settembre 1992 |                 |
| 3  | Stuck on You                   | La mosca umana                    | 2 ottobre 1992    |                 |
| 4  | JT's World                     | Garantito al limone               | 9 ottobre 1992    |                 |
| 5  | It's a Dog's Life              | Vita da cani                      | 16 ottobre 1992   |                 |
| 6  | The Boss                       | Il Boss                           | 23 ottobre 1992   |                 |
| 7  | Model Daughter                 | Pret a porter                     | 30 ottobre 1992   |                 |
| 8  | Someone to Watch Over Me       | Mike manolesta                    | 6 novembre 1992   |                 |
| 9  | The Making of a President      | Candidato vincente                | 13 novembre 1992  |                 |
| 10 | Virgin Territory               | Dieta forzata                     | 20 novembre 1992  |                 |
| 11 | Back to Basics                 | Punto e basta                     | 4 dicembre 1992   |                 |
| 12 | Boys Will be Boys              | Eterni ragazzi                    | 11 dicembre 1992  |                 |
| 13 | If I Were a Rich Man           | L'eredità                         | 8 gennaio 1993    |                 |
| 14 | Happy Birthday, Baby           | Buon compleanno, Dana             | 15 gennaio 1993   |                 |
| 15 | One of the Guys                | Gelosia innanzi tutto             | 22 gennaio 1993   |                 |
| 16 | No Business Like Show Business | JT Superstar                      | 5 febbraio 1993   |                 |
| 17 | Love, Port Washington Style    | Buon San Valentino                | 12 febbraio 1993  |                 |
| 18 | Aloha (1)                      | Proposta di matrimonio - 1ª parte | 19 febbraio 1993  |                 |
| 19 | Aloha (2)                      | Proposta di matrimonio - 2ª parte | 26 febbraio 1993  |                 |
| 20 | No Way to Treat a Lady         | Un perfetto gentiluomo            | 12 marzo 1993     |                 |
| 21 | The Un-natural                 | Finale di partita                 | 2 aprile 1993     |                 |
| 22 | The Psychic                    | La veggente                       | 30 aprile 1993    |                 |
| 23 | This Old House                 | Dynamite Cody                     | 7 maggio 1993     |                 |
| 24 | Double Date                    | Tutti al ballo                    | 7 maggio 1993     |                 |

## Il test
- Titolo originale: S.A.T. Blues
- Diretto da: Joel Zwick
- Scritto da: Matt Ember

### Trama
Cody e Dana sostengono degli esami per il college contemporaneamente. La ragazza è talmente stupita quando viene a sapere che è stata battuta da Cody, che chiede di ripetere l'esame pensando che l'esito non sia veritiero. Nella seconda occasione, Dana si supera, facendo più di quello che aveva fatto Cody in precedenza, ma questo prende un voto ancora più alto.
- Guest star: Kathy Kinney (supervisore)

## A come Amleto
- Titolo originale: To B or Not to Be
- Diretto da: Joel Zwick
- Scritto da: Meredith Siler

### Trama
JT ha un compito piuttosto impegnativo su Shakespeare. Carol costringe Frank ad aiutare il figlio a studiarlo; come primo tentativo, i due decidono di usare un corso su cassetta, ma la soluzione non è utile. Ma dopo averne letta una parte, ed aver scoperto i contenuti a sfondo sessuale, i due si appassionano e restano svegli tutta la notte per studiare. JT si presenta al compito molto sicuro di sé, ma, nonostante il suo impegno, riceve comunque un brutto voto. Frank e Carol decidono di andare a parlare con l'insegnante, che rivela loro di avere messo il voto solo in base alla considerazione che ha per JT. Carol, indignata, costringe l'insegnante a leggere il compito, e questa, infine, pur riluttante, mette a JT una B+.
- Guest star: Pat Crawford Brown (signorina Hill)

## La mosca umana
- Titolo originale: To B or Not to Be
- Diretto da: Richard Correll
- Scritto da: Howard Adler e Robert Griffard

### Trama
Il padre di un'amica di Al inizia a portarla fuori e farla divertire, facendo diventare geloso Frank che pensa che questo lo voglia sostituire. Così, nonostante i suoi dolori alla schiena, partecipa ad un'attività (che a Cody piace molto) chiamata "Mosca umana", che consiste nel lanciarsi su un muro di velcro. Come prevedibile, le cose finiscono dolorosamente, ma Al spiega al padre che in realtà è lui l'uomo più importante della sua vita, e non il padre dell'amica. Intanto, JT chiede aiuto a Karen per uscire con una ragazza.
- Guest star: Jami Lynne Grenham (Lori), Devon Odessa (Judy), Rene Levant (Manager), Carl Ciarfalio (Ted Davis)

## Garantito al limone
- Titolo originale: JT's World
- Diretto da: Richard Correll
- Scritto da: Julia Newton

### Trama
JT decide di creare una trasmissione televisiva notturna e ne diventa conduttore. Questo programma viene realizzato nel salotto di casa Lambert, con Cody come co-conduttore e tutti i ragazzi come aiutanti. Ma JT inizia ad utilizzare questa trasmissione per far colpo su una ragazza, Lisa, a cui però piace Cody. Molto arrabbiato, JT decide di licenziare il cugino che, invece di prendersela, gli regala la chitarra, mezzo fondamentale per lo show. In seguito, dopo aver parlato della cosa con Frank, che gli spiega che è stata una scelta stupida, JT lo riassume. Intanto, nasce un'incomprensione tra Frank e Carol, dopo che i due hanno fatto un test di compatibilità in cui Frank aveva risposto in maniera onesta.
- Guest star: Elizabeth Berkley (Lisa)

## Vita da cani
- Titolo originale: It's a Dog's Life
- Diretto da: John Tracy
- Scritto da: Matt Ember

### Trama
I vicini vanno in vacanza e chiedono ad Al e Brendan di tenere il loro cane, il signor Fritz, mentre loro sono via. Inizialmente Frank e Carol sono contrari al fatto, ma poi pensano che questo potrebbe responsabilizzare i ragazzi e quindi accettano. Ma il cane crea non pochi problemi, anche perché, pur essendo ancora un cucciolo, ha una mole notevole, sporca la casa e soprattutto sembra non andare per nulla d'accordo con Mark. Carol piano piano si innamora del cane, trattandolo come una persona. Frank invece non vede l'ora che i padroni vengano a riprenderlo; ma un giorno arriva una telefonata che li avvisa che i vicini non sarebbero più tornati, e che il cane sarebbe rimasto a loro. Dovranno quindi portarlo al canile.
- Guest star: Chris the Dog (Mr. Fritz), Marsha Clark (Joan Higgins), George Hirschmann (Ed Higgins)

## Il Boss
- Titolo originale: The Boss
- Diretto da: James O'Keefe
- Scritto da: Howard Adler e Richard Griffard

### Trama
JT e Karen vengono assunti al "50's Café" come camerieri, Cody come DJ e Dana come vice-direttrice. I modi dispotici della ragazza portano i due fratelli all'esasperazione, tanto da essere costretti a licenziarsi. Anche i cuochi, attratti solo dalla bellezza di Karen, decidono di andarsene. Dana è così costretta ad arrangiarsi da sola, approfittando solo dell'aiuto di Carol e Frank. Intanto, Mark, Al e Brendan giocano con la macchina della verità costruita da un professore del primo, scoprendo cose interessanti, soprattutto al riguardo dell'incontro ravvicinato di Cody con gli alieni.
- Guest star: Carole Wyand (cliente), John Shuman (uomo #1), Hannah Sussman (donna #2), Norma Michaels (nonna), Michael DeMay (uomo #2), Kathleen Souza (donna #1), Jason Strickland (Scott), Al Molinaro (Joe Passarelli), Devon Gummersall (Billy)

## Pret a porter
- Titolo originale: Model Daughter
- Diretto da: Richard Correll
- Scritto da: Chuck Tately

### Trama
A Karen viene offerto un lavoro da modella a Chicago. Carol la accompagna sul posto, ma poi inizia a sfiancare il regista (e Karen stessa) con le sue richieste di tenere la figlia "solo quindicenne" più coperta possibile. Inoltre mette bocca su tutte le questioni relative all'acconciatura e ai vestiti che la figlia deve indossare. Karen, molto imbarazzata, riesce infine a far tacere la madre, ma alla fine capisce, grazie al suggerimento di una modella, che non è ancora pronta per entrare in quel mondo. Intanto, Dana è costretta a stare a casa da una brutta influenza, che lentamente contagia tutti i suoi fratelli. In particolare, è terribile la condizione di Mark, costretto a vomitare ogni 20 minuti.
- Guest star: Zoska Mycak (Zoska), Lisa Inouye (Marie), Paula Trickey (Cindy), Oliver Muirhead (Geoffrey Howell)

## Mike manolesta
- Titolo originale: Someone to Watch Over Me
- Diretto da: Jeff Ganz
- Scritto da: Bob Rosenfarb

### Trama
Visto che Carol è fuori città, a Frank tocca il compito di badare ai ragazzi. Ma non riesce ad impedire a Dana di uscire con un ragazzo che le piace e che si rivelerà un'autentica "ventosa", come indica il suo soprannome.
- Guest star: Michael Landes (Mike Walters)

## Candidato vincente
- Titolo originale: The Making of a President
- Diretto da: Richard Correll
- Scritto da: Ernest Banks

### Trama
JT e Dana concorrono per le elezioni del rappresentante studentesco; il primo sostenendo una politica maggiormente mirata verso obiettivi di utilità per tutti gli scolari, come la chiama lui la politica dello "scemotto", la seconda con finalità maggiormente scolastiche. Nel frattempo, Brendan intrattiene la famiglia improvvisandosi mago.
- Guest star: John Mallory Asher (studente), Marty Relafsky (Clark), Chris Demetral (Steve), Jack L. Harrell (preside)

## Dieta forzata
- Titolo originale: Virgin Territory
- Diretto da: Judy Pioli
- Scritto da: Julia Newton

### Trama
JT e Cody si procurano un appuntamento con due ragazze, Kellie e Kimmie Peterson, famose per non dire mai di no e molto "facili". Al termine della serata queste chiedono ai due giovani di andare a casa con loro, visto che i loro genitori non c'erano. JT accetta immediatamente, ma Cody rifiuta, costringendo anche JT a tornare a casa. Questo si arrabbia molto con il cugino, che gli confida di non aver voluto andare a casa delle ragazze perché lui in realtà è ancora vergine. Alla fine JT, anche aiutato dai parenti, capisce la decisione di Cody e lo perdona. Intanto, Frank è costretto a seguire una dieta ferrea per abbassare il tasso di colesterolo.
- Guest star: Michael DeMay (uomo della pizza), Samantha Mills (Kellie Peterson), Judith Jones (Kimmie Peterson)

## Punto e basta
- Titolo originale: Back to Basics
- Diretto da: Judy Pioli
- Scritto da: Joe Fisch

### Trama
Carol spende al noleggio di videocassette 84 $, soprattutto per cartoni animati noleggiati da Brendan. Così la donna impone alla famiglia regole molto strette per non spendere troppi soldi; tutta la famiglia si arrabbia con lei e con Brendan, principale colpevole della spesa. Il piccolo si sente talmente in colpa che decide di andarsene di casa: inizialmente si nasconde nel furgone di Cody, che gli promette di non rivelare la cosa, ma la mima a Frank, che trova Brendan e risolve la situazione con una semplice regola: due videocassette a settimana.

## Eterni ragazzi
- Titolo originale: Boys Will Be Boys
- Diretto da: Patrick Duffy
- Scritto da: Matt Ember

### Trama
Scooter, un vecchio amico di Frank arriva in visita, con l'intenzione di divertirsi col suo amico come ai tempi del liceo, quando i due facevano tutto quello che passava per la loro testa senza pensare troppo alle conseguenze. Ma con suo grande dispiacere, Scooter scopre che Frank non è più lo stesso di allora: ha messo la testa a posto e si arrabbia quando il suo vecchio amico compie dei gesti per questo apparentemente naturali, come portare JT a un locale di strip-tease. Alla fine, Frank riesce a far andare via l'amico, con enorme sollievo da parte di Carol, che veniva considerata dall'uomo una palla al piede per Frank. Intanto, Cody vince un tacchino vivo, che inizialmente pensa di uccidere, ma in seguito si affeziona a lui così tanto da dargli un nome, Elmer, e da non riuscire a trovare il coraggio di ammazzare.
- Guest star: Ron Karabatsos (fattorino), Philip Charles MacKenzie (Scooter Randolph)

## L'eredità
- Titolo originale: If I Were a Rich Man
- Diretto da: Richard Correll
- Scritto da: Julia Newton

### Trama
Cody lavora come volontario alla casa di riposo Lakeview. Un giorno viene a sapere che il suo migliore amico, Walter, è morto, e gli ha lasciato in eredità tutti i suoi risparmi: 250000 $. Il giovane è combattuto: vorrebbe esaudire i desideri di tutti i suoi cugini, che però gli chiedono favori irrealizzabili. Intanto, Frank compra una videocamera nuova, del valore di 500 dollari, a soli 162,50, credendo di aver realizzato un affare. Ma la videocamera va letteralmente in fumo. Così Cody decide di destinare 500 $ della sua vincita per la videocamera nuova, e il resto lo lascia al castello di riposo, perché vengano comprate nuove attrezzature per far svagare i suoi amici vecchietti.
- Guest star: Lee Weaver (Leonard), Viola Kates Stimpson (Esther), Kort Falkenburg (Walter), Nedra Volz (Shirley), Harris Shore (Lawyer)

## Buon compleanno, Dana
- Titolo originale: Happy Birthday, Baby
- Diretto da: Judy Pioli
- Scritto da: Meredith Siler

### Trama
Per il suo diciassettesimo compleanno, Dana informa Carol di voler dare una festa senza adulti tra i piedi. Ma la madre non è d'accordo, volendo a tutti i costi essere presente per tenerla d'occhio. La ragazza, così, si arrabbia e decide di festeggiare il compleanno da sola con la sua amica Tracy. Ma le due in realtà stanno progettando un inganno: ognuna delle due dice alla madre di stare a dormire dall'amica, mentre in realtà quella sera danno una gran festa come volevano loro, ovvero senza nessun adulto. Ma per quella stessa serata, Frank e Carol decidono di prendersi una gita romantica proprio nello stesso edificio dove è prevista la festa di Dana, e proprio nella stanza a fianco. Quando Carol va a lamentarsi per il volume della musica troppo alto, rimane sconvolta nel vedere alla porta Dana; la donna così si arrabbia e caccia via tutti, per discutere con la figlia dell'errore che questa ha commesso, ma alla fine anche lei si rende conto di essere stata troppo protettiva con la giovane. Nel frattempo, Karen paga 2 dollari ad Al perché questa le lavi una camicetta per un appuntamento con molta cautela, ma questa la lava insieme alle altre e la maglia da bianca diventa viola. Così Karen si arrabbia tanto da convocare un tribunale familiare, con Cody come giudice, che alla fine decide saggiamente per un nulla di fatto.
- Guest star: Michael DeMay (pizzaiolo), Lee Arenberg (Spike), Lackey Bevis (Tracy)

## Gelosia innanzi tutto
- Titolo originale: One of the Guys
- Diretto da: Mark Linn-Baker
- Scritto da: Richard P. Halke

### Trama
Frank ha bisogno di un nuovo operaio per il cantiere, e Carol lo spinge ad assumere una donna per questo lavoro. Frank all'inizio è riluttante, ma sotto le spinte della moglie, alla fine cede e assume Aggie, un'avvenente signorina. Ma a questo punto Carol inizia a diventare sempre più gelosa, con la paura che, condividendo lo stesso lavoro e avendo molti punti in comune, Frank finisca per innamorarsi di Aggie e viceversa. Anche Frank cade nell'inghippo, credendo che la donna abbia una cotta per lui. Intanto JT, Al e Karen, grazie alla consulenza di Mark, investono in azioni con l'obiettivo di guadagnare molti soldi.
- Guest star: Philip Brown (operaio), Melanie Wilson (Aggie)

## JT Superstar
- Titolo originale: No Business Like Show Business
- Diretto da: Richard Correll
- Scritto da: Matt Ember

### Trama
Il mondo di JT, la trasmissione che coinvolge tutti i componenti della famiglia, e che viene condotta da JT e Cody, viene osservata da un produttore televisivo, che decide di acquistare i diritti per la trasmissione e scritturare i due giovani. Ma le cose iniziano ad andare male quando JT licenzia su due piedi i suoi fratelli, e il produttore decide di cambiare i conduttori. Intanto, Carol inizia a frequentare un corso di pittura dove deve ritrarre un uomo nudo e spinge Frank a seguirla. Allora anche Dana e Karen non vogliono sentirsi escluse.
- Guest star: Andre Rosey Brown (buttafuori), Tommy Puett (Steve), JoAnn Dearing (insegnante di arte), David Wagner (Brad), Alex Emberg (Chad), Jodi Peterson (ammiratore), David Graf (Phil James)

## Buon San Valentino
- Titolo originale: Love, Port Washington Style
- Diretto da: Richard Correll
- Scritto da: Scott Spencer Gordon

### Trama
Dana, depressa per essere stata lasciata proprio in prossimità del giorno di San Valentino, decide di lavorare volontariamente al "50's Café". Ma mentre sta lavorando incontra un cliente, anch'esso deluso delle donne come lei degli uomini; i due si siedono e iniziano a parlare, e scoprono di piacersi. La serata finisce così con un appuntamento tra i due. Intanto, Carol, molto impegnata al salone di bellezza, richiede l'aiuto di Frank, che non è in grado di svolgere questo lavoro, al punto di bruciare i capelli di una ragazza. Ma il suo stile, inaspettatamente, diventa popolare tra i ragazzi di Port Washington.
- Guest star: Geraldine Fabrizio (sig.ra Henson), Molly David (sig.ra Cooper), Phylis Ehrlis (sig.ra Dodd), Jake Carpenter (cuoco), Miriam Parrish (ragazza), Ira Heiden (pizzaiolo), Mary Moore Davis (Jennifer), Brendan Bickley (Eric), Kelly Packard (Marcia)

## Proposta di matrimonio - 1ª parte
- Titolo originale: Aloha (1)
- Diretto da: Richard Correll
- Scritto da: Robert Griffard e Howard Adler

### Trama
La famiglia va in vacanza alle Hawaii grazie a dei biglietti vinti da Frank ad una lotteria. Giunti sul posto, Carol, non volendo perdere tempo con le mani in mano, trascina tutti a vedere delle località famose, quando i ragazzi vorrebbero andare a divertirsi. Frank le fa notare che sta esagerando, e la obbliga a stendersi sulla spiaggia a fare niente. Nel frattempo, JT incontra una bellissima ragazza hawaiana, a cui sembra piacere ma nonostante gli sforzi del giovane, la ragazza si allontana per due volte di fila quando sembra che i due si stiano per incontrare. Cody in seguito trova un messaggio in una bottiglia, che parla di un tesoro e decide di andare a cercarlo, convincendo a JT di seguirlo promettendogli la metà del ricavato; Brendan, Mark e Al decidono di iscriversi ad una gara di castelli di sabbia con in palio un giro dell'isola in elicottero. Dana, invece, inizialmente ha l'intenzione di non farsi distrarre troppo dalla bellezza dell'isola e di passare le vacanze studiando; ma mentre è sdraiata sulla spiaggia a leggere dei libri incontra un ragazzo che la invita a pranzo. In seguito i due si innamorano l'uno dell'altra, tanto più che Dana viene a sapere che, nonostante la sua giovane età, il giovane è ricchissimo; dopo solo pochi giorni questo regala a Dana un anello con un diamante molto prezioso, accompagnato da una proposta di matrimonio.
- Guest star: Neal Kaz (giudice #2), Don Nanaku (giudice #1), Geoff Heise (Bellman), Yvette Dille George (ragazza hawaiiana), Josh Hoffman (Brian)

## Proposta di matrimonio - 2ª parte
- Titolo originale: Aloha (2)
- Diretto da: Richard Correll
- Scritto da: Robert Griffard e Howard Adler

### Trama
Cody convince JT ad aiutarlo alla ricerca del tesoro; ma JT è distratto dalla ragazza che non riesce mai ad incontrare. Nel frattempo Frank porta la moglie a giocare a golf per cercare di farla rilassare, ma presto si rende conto che questa è una missione impossibile. I ragazzi vincono la gara dei castelli di sabbia e vincono così un giro dell'isola in elicottero. Dana parla a Carol della proposta di matrimonio, e questa si arrabbia e le proibisce di sposarsi, il che ha un effetto opposto a quello desiderato in quanto Dana si convince che l'unica persona che deve decidere è lei e non sua madre. Nel frattempo, Cody e JT scoprono il tesoro, ma avranno una grossa sorpresa. Dana alla fine decide che è troppo giovane per sposarsi, quindi rifiuta la proposta del ragazzo.
- Guest star: Neal Kaz (giudice #2), Don Nanaku (giudice #1), Geoff Heise (Bellman), Yvette Dille George (ragazza hawaiiana), Josh Hoffman (Brian)

## Un perfetto gentiluomo
- Titolo originale: No Way to Treat a Lady
- Diretto da: Richard Correll
- Scritto da: Bob Rosenfarb

### Trama
Gina, la nuova ragazza di JT è un tipo molto duro, così JT la tratta allo stesso modo. Ma quando conosce Mark, che la tratta da gentiluomo, inizia a pretendere lo stesso trattamento da parte del suo ragazzo, e minaccia di lasciarlo se non inizia a comportarsi bene. JT, disperato, si rivolge a Mark per farsi spiegare come si trattano le donne, e questo accetta e gli spiega tutto il galateo. Ma quando JT mostra alla ragazza quanto è migliorato, questo lo trova ossessivo, e gli spiega che lei voleva solo che lui non voleva un cambiamento così radicale, e che adesso lo trova troppo mollaccione. Intanto, Al ha bisogno di comprare il primo reggiseno: va al negozio con Carol, che cerca di non metterla troppo in imbarazzo. Ma poi arriva anche Frank, che invece non riesce proprio a fare lo stesso.
- Guest star: Lana Schwab (commessa), Erin Reed (Gina)

## Finale di partita
- Titolo originale: The Un-Natural
- Diretto da: Patrick Duffy
- Scritto da: Bob Rosenfarb

### Trama
Carol costringe Frank ad accettare Mark nella sua squadra di baseball. Ma nel momento decisivo, quello della finale del campionato, questo non trova il coraggio di schierarlo; quando finalmente lo fa entrare, il pubblico lo fischia, ma alla fine il ragazzo riuscirà a realizzare un fuoricampo e grazie a lui arriverà la vittoria. Nel frattempo, Cody, JT, Dana e Karen fanno una scommessa su chi riuscirà a stare sveglio più a lungo. Cody appare subito come quello che soffre di meno la stanchezza; proprio lo stare sveglio lo aiuta a scoprire un sacco di cose per lui sconosciute.
- Guest star: Benjamin Smith (Billy), Jan Hoag (Fan #2), Hector Maisonette (arbitro), Steven Barr (annunciatore), Michael Monks (uomo scortese)

## La veggente
- Titolo originale: The Psychic
- Diretto da: Joel Zwick
- Scritto da: Julia Newton

### Trama
JT fa stampare nel giornalino della scuola una foto molto ironica di Karen nuda da bambina. In seguito, lui e Cody si fanno predire il futuro da una veggente, che predice che JT verrà ucciso da una giovane donna arrabbiata con lui e vestita di rosso durante la notte di tempesta. Proprio la notte prevista, Karen è vestita di rosso e c'è un violento temporale. Le coincidenze si fanno sempre più numerose: come predetto, Karen si scusa con JT e lo tratta gentilmente, tanto da convincerlo che la previsione sia vera e la giovane lo voglia uccidere. Quando poi, nel cuore della notte, i due si trovano soli insieme, e Karen minaccia JT con un coltello, questo cerca in tutti i modi di far ragionare Karen, arrivando al punto di umiliarsi di fronte a lei. Ma in seguito scopre che era tutta una montatura e Karen voleva soltanto essere ripagata dell'umiliazione subita. Intanto, Frank e Carol hanno un nuovo letto massaggiante, che inizialmente trovano molto comodo, ma in seguito a numerosi malfunzionamenti i due finiscono prigionieri dello stesso letto.
- Guest star: Suanne Spoke (madame Sonia)

## Dynamite Cody
- Titolo originale: This Old House
- Diretto da: Richard Correll
- Scritto da: Robert Griffard e Howard Adler

### Trama
Frank viene incaricato di demolire un edificio per costruire una grande palazzina. Per eseguire la demolizione viene assunto Cody, per la prima volta a contatto in prima persona con della dinamite. Ma quando scopre che l'edificio da demolire è ancora abitato da una famiglia con bambini, il giovane decide di opporsi alla demolizione. In seguito, Carol arriva sul posto e si schiera anch'essa dalla parte di Cody. Frank viene così messo alle strette, ma alla fine riesce a trovare una soluzione che accontenti tutti. Intanto, JT tratta i suoi fratelli come schiavi per cercare di raggranellare soldi imbustando delle lettere. Ma questi lo lasciano da solo a chiudere tonnellate di buste.
- Guest star: Michael MacLeod (Tim), Duchess Dale (sig.ra Emerson), Gary Epp (sig. Emerson), Bruce Jarchow (sig. Hartman)

## Tutti al ballo
- Titolo originale: Double Date
- Diretto da: Richard Correll
- Scritto da: Meredith Siler

### Trama
Per il ballo scolastico, Carol organizza un appuntamento per Karen con un ragazzo che a questa non piace per niente. Quando le si presenta l'occasione di andare al ballo con un altro ragazzo, non se la lascia sfuggire, e non esita a darsi per malata con il primo.
- Altri interpreti: Melissa Clayton (studentessa), Matt Nolan (Freddie Donovan), Christine Belford (Eileen Donovan), Curnal Achilles Aulisio (Jeffrey Russell)